# Pavel Kiseleff
Pour les articles homonymes, voir Kiseleff.
Le comte Pavel Kiseleff (en français : Paul Kiseleff, en russe : Па́вел Дми́триевич Киселёв, Pavel Dmitrievitch Kisseliov), né à Moscou le 19 janvier 1788 et mort à Paris le 26 novembre 1872, est un général puis ministre et enfin diplomate de l’Empire russe qui a exercé la fonction de gouverneur des principautés roumaines de 1829 à 1834.

## Carrière militaire
Pavel Kiseleff est un chevalier de la Garde impériale, auquel le déclenchement des guerres napoléoniennes  permet de réaliser une brillante carrière. Il devient rapidement général et aide de camp du comte Mikhaïl Andreïevitch Miloradovitch et il participe à la bataille de Borodino et à la marche victorieuse de l’armée russe jusqu’à Paris. Le 30 mars 1814 il livre un combat sous les murs de la ville au cours duquel il se fait remarquer par le tsar  Alexandre Ier de Russie qui se l’attache comme aide de camp.
Cinq ans plus tard Pavell Kiseleff est nommé chef d’état major de la cinquième armée cantonnée à Toultchine en Podolie. De nature libérale il tente de mettre en œuvre des réformes dans l'armée notamment l'abandon des châtiments corporels ce qui lui attire l’animosité du Ministre de la Guerre.

## Gouverneur des principautés roumaines
Au cours de la Guerre russo-turque de 1828-1829 Pavel Kiseleff est le commandant des troupes russes en Moldavie et en Valachie, deux principautés roumaines alors vassales de l'Empire ottoman, dont les élites et les populations cherchaient à s'émanciper. Il est nommé président des Divans des deux principautés, c'est-à-dire en fait régent, le 19 octobre 1829 : poste qu’il occupera jusqu’à l'adoubement par le Sultan Mahmoud II des princes roumains Alexandre II Ghica et Mihail Sturdza en 1834.
L’administration de Pavel Kiseleff est considérée comme bénéfique pour les Roumains. Lié aux sociétés philanthropiques locales, il fait promulguer un « Règlement Organique » qui reprend et développe les termes de la Constitution (en roumain « Marele Hrisov ») promulguée en 1741 par un hospodar philanthrope, Constantin Mavrocordato, qui avait aussi aboli le servage en 1746-49 en Valachie et en Moldavie, où il régna successivement. « Marele Hrisov » a été publié in extenso dans le journal « Mercure de France » de juillet 1742. Rédigé en avril 1830, le « Règlement Organique » est validé par la cour de l'Empire russe à Saint-Pétersbourg et promulgué en Valachie en juillet 1831 et en Moldavie le 1er janvier 1832 : il restera en vigueur jusqu’à l’union des deux principautés en 1859, qui scella la naissance de la Roumanie.
Afin de faire face aux conséquences du tremblement de terre de 1838 (en), d’un incendie et d’une épidémie de peste, Kiseleff supervisa la création de deux « Éphories » ou institutions d’utilité publique, l’une pour les hôpitaux et l’autre pour les caisses de solidarité. Soucieux d’assurer la sécurité, il crée un corps de pompiers professionnels et une police armée, payés par l’État, de 1 700 hommes en Moldavie et de 4 470 hommes en Valachie, auxquels s’ajoutent des gardes-frontières (« pandoures »).
Il est également à l’origine d’aménagements urbains à Bucarest où en 1832 il fait percer une grande artère sortant de la ville vers le nord, qui est aménagée avec des arbres de jardin et de grandes villas (aujourd'hui des ambassades) et qui fut nommée en 1843 « Chaussée Kiseleff », nom qu'elle porte toujours. Pavel Kiseleff quitte Bucarest le 1er avril 1834, mais les Roumains reconnaissants lui accordent en 1841 la citoyenneté d'honneur de la Valachie et de la Moldavie.

## Ministre libéral
De retour dans son pays en 1835, Pavel Kiseleff entre au Conseil d’État de l’Empire russe, participe aux commissions secrètes recherchant les meilleures conditions de l’émancipation des serfs. Le résultat de ces travaux présenté au tsar lui attire l’hostilité des propriétaires terriens conservateurs. En 1837, Kiseleff est nommé Ministre d’État chargé des propriétés publiques, poste qu’il occupe pendant 18 ans avec beaucoup d’efficacité. Il réforme l’administration des serfs d’état et institue un système d’école pour les enfants de ces paysans. Il se heurte toutefois aux forces réactionnaires encouragées par les options politiques conservatrices du tsar Nicolas Ier de Russie.

## Ambassadeur à Paris
En France, après le plébiscite de 1852, Kiseleff remet ses lettres de créance comme ambassadeur de Russie à Paris. Cette cérémonie marque la réticence du tsar à l'égard du nouvel empereur.

« Mardi 28. — Kiseleff a reçu hier ses lettres de créance et ses instructions. Ces dernières se distinguent par une grande précision, protestent contre le nom de Napoléon III, mais prononcent le mot hérédité. Dans ses lettres de créance, l'empereur de Russie apostrophe l'empereur des Français par Sire et bon ami et non, selon l'usage  établi en pareil cas, par Monsieur mon frère. En même temps, le comte de Hatzfeld est prévenu, par le télégraphe, que les lettres prussiennes sont rédigées dans les formes habituelles, c'est-à-dire que le roi de Prusse donne a Napoléon le Monsieur mon frère » Cela nous jette dans des perplexités. »

— Alexandre de Hubner, Comte de Hubner Neuf ans de souvenirs de l’ambassadeur d'Autriche à Paris sous le Second Empire 1851-1859, Paris Plon, 1905, 3e édition, page 87.
Après la mort de Nicolas Ier de Russie, son fils et successeur Alexandre II de Russie dépêche en 1855 Pavel Kiseleff à Paris comme « Ministre plénipotentiaire » afin de tenter de désamorcer les tensions qui allaient aboutir à la Guerre de Crimée. Malgré l’échec de cette mission, Kiseleff demeure dans la diplomatie et poursuit une carrière à l’étranger jusqu’en 1862. Andreas Fedorovich von Budberg-Bönninghausen le remplace dans ses fonctions d'ambassadeur. Il ne reviendra jamais en Russie jusqu’à sa mort à Paris en 1872.

## Union et postérité
Pavel Kiseleff avait épousé Sophie Potocki, fille du comte polonais Stanislas Potocki. Après la mort de leur fils unique en bas âge, le couple se brisa, mais le général Kiseleff n’obtient pas du tsar l’autorisation de divorcer. Il vécut ensuite maritalement avec une boyarde roumaine rencontrée à Bucarest, Zoia Văcărescu (d), elle-même mariée avec le prince russe Alekseï Kirilovitch Bagration (d). Zoé et Pavel eurent six enfants dont : Vladimir, Constantin, Alexandrina et Elena.[réf. nécessaire]

## Sources
- Nicolas Piccolos Pavel Kiseleff et les Principautés de Valachie et de Moldavie Editieur Firmin Didot  Paris, 1841.
- Alexandru Dimitrie Xenopol Histoire des Roumains de la Dacie trajane : Depuis les origines jusqu'à l'union des principautés Tome II de 1633 à 1859. Éditeur Ernest Leroux Paris (1896).
- Jean Michel Cantacuzène, Mille ans dans les Balkans, Éditions Christian (1992)  (ISBN 2-86496-054-0)